# مراقبة نشاط العمليات
مراقبة نشاط العملية '('  BAM  ') هي برمجيات التي تساعد في مراقبة أنشطة الأعمال ، ومؤشرات الأداء الرئيسية ، وتوقعات الإجراءات / التشغيلية والمخاطر التجارية ، حيث يتم تنفيذ هذه الأنشطة في نظام الكمبيوتر
وقد تم صياغة هذا المصطلح في الأصل من قبل المحللين في غارتنر ‏  ويشير إلى تجميع وتحليل وعرض معلومات الوقت الفعلي حول الأنشطة داخل المنظمات متضمن العملاء والشركاء.
يمكن أن يكون نشاط العملية عبارة عن إجراء عملية يتم تنظيمها بواسطة إدارة إجراءات العمليات (BPM) ، أو إجراء العملية هي سلسلة من الأنشطة عبر أنظمة وتطبيقات متعددة. BAM هو حل المؤسسة والذي يهدف في المقام الأول إلى توفير ملخص في الوقت الفعلي للأنشطة لإدارة العمليات والإدارة العليا.

## الأهداف والفوائد
تتمثل أهداف مراقبة نشاط العملية في توفير معلومات في الوقت الفعلي عن حالة ونتائج العمليات والمعاملات المختلفة. وتتمثل الفوائد الرئيسية لـ BPM في تمكين المؤسسة من اتخاذ قرارات مستنيرة بشكل أفضل (قرارالعملية ، والتعامل بسرعة مع المشاكل المتنوعه ، وإعادة تنظيم المنظمات للاستفادة الكاملة من الفرص الناشئة.

## الميزات الرئيسية
واحدة من أبرز ميزات حلول BAM هي تقديم معلومات عن (نظم المعلومات الإدارية) تحتوي على مؤشر الأداء الرئيسي (KPIs) المستخدم لتوفير ضمان وضوح للنشاط والأداء. يتم استخدام هذه المعلومات من خلال العمليات الفنية والعملية لتوفير الرؤية والقياس ، وضمان أنشطة الأعمال الرئيسية. ويستغلها أيضًا ترابط الحدث للكشف والتحذير من المشاكل الوشيكة.
على الرغم من أن أنظمة BAM تستخدم عادةً لوحة أجهزة عرض الكمبيوتر لتقديم البيانات ، فإن BAM يتميز عن لوحات المعلومات المستخدمة من قبل ذكاء الأعمال بقدر ما تتم معالجة الأحداث في الوقت الفعلي أو في الوقت الحقيقي تقريبًا ويتم دفعها إلى لوحة المعلومات في أنظمة BAM ، بينما يتم تحديث لوحات معلومات BI في فترات زمنية محددة مسبقًا عن طريق الاستقصاء أو الاستعلام عن قواعد البيانات. اعتمادا على الفاصل الزمني للتحديث المحدد ، يمكن أن تكون لوحات BAM و BI متشابهة أو تتفاوت بشكل كبير.
بالإضافة إلى ذلك , توفر بعض حلول BAM وظائف تنبيهات المشاكل ، والتي تسمح لهم بالتفاعل تلقائيًا مع نظام تعقب المشكلات. على سبيل المثال ، يمكن إرسال مجموعات كاملة من الأشخاص عبر البريد الإلكتروني أو الرسائل الصوتية أو النصية ، وفقًا لطبيعة المشكلة. يمكن حل المشكلات تلقائيًا ، حيثما أمكن ذلك ، تصحيح عمليات الفشل وإعادة تشغيلها.

## جهد النشر
في جميع عمليات نشر BAM تقريبًا ، التكييف الممتد للمؤسسات محددة يكون مطلوب. تسعى العديد من حلول BAM إلى تقليل التخصيص الشامل وقد تقدم قوالب مكتوبة لحل المشكلات الشائعة في قطاعات محددة ، مثل الخدمات المصرفية والتصنيع وسوق الأسهم. نظرًا لارتفاع درجة تكامل النظام المطلوب للنشر الأولي ، تستخدم العديد من الشركات خبراء متخصصين في BAM لتنفيذ الحلول.
ويعتبر BAM الآن عنصرا حاسما في حلول الذكاء التشغيلي (OI) لتسليط الضوء على إجراءات الأعمال. يمكن تجميع مصادر متعددة للبيانات من صوامع تنظيمية مختلفة لتوفير صورة تشغيل مشتركة تستخدم المعلومات الحالية. وحيثما كانت التركيز في الوقت الفعلي لها أكبر قيمة ، يمكن تطبيق حلول OI لتوفير المعلومات المطلوبة.

## أمثلة
قد يكون البنك مهتمًا بتقليل كمية الأموال التي يقترضها بين ليلة وضحاها من البنك المركزي. يجب أن يتم نقل وترتيب عمليات التحويل بين البنوك آلياً في وقت محدد في كل يوم عمل. إن فشل أي اتصال حيوي قد يكلف البنك مبالغ كبيرة في الفائدة التي يتقاضاها البنك المركزي. يمكن برمجة حل BAM ليعرف كل رسالة وينتظر التأكيد. الفشل في الحصول على تأكيد في غضون فترة زمنية معقولة من شأنه أن يكون أساسًا لحل BAM لرفع إنذار من شأنه أن يؤدي إلى تدخل يدوي للتحقيق في سبب التأخير ودفع المشكلة نحو الحل قبل أن يصبح مكلفًا.
ومن الأمثلة الأخرى على ذلك شركة اتصالات متنقلة مهتمة باكتشاف حالة لا يتم فيها إعداد عملاء جدد على الفور وبشكل صحيح على شبكتهم وضمن حلول إدارة علاقات العملاء المختلفة . تتم معالجة الأحداث الفنية ذات المستوى المنخفض مثل الرسائل التي تنتقل من تطبيق إلى آخر عبر نظام الوسيطة أو المعاملات المكتشفة في ملف سجل قاعدة البيانات ، بواسطة محرك CEP. ترتبط جميع الأحداث المتعلقة بالعميل الفردي من أجل الكشف عن موقف شاذ حيث لم يتم تقديم عميل على وجه السرعة وإعداده  بشكل صحيح . يمكن إنشاء تنبيه لإخطار العمليات الفنية أو إخطار العمليات التجارية ، وقد تتم إعادة تشغيل خطوة التوفير الفاشلة تلقائيًا.

## روابط خارجية
- BAM overview
- David Luckham on BAM
- WSO2 Business Activity Monitor
- Advantages of Business Activity Monitoring